# Rochefort-du-Gard
Rochefort-du-Gard è un comune francese di 7 265 abitanti situato nel dipartimento del Gard, nella regione dell'Occitania.

## Società

### Evoluzione demografica
Abitanti censiti